# Bischofszell (huyện)
Huyện Bischofszell (tiếng Pháp: District du Bischofszell, tiếng Đức: Bezirk Bischofszell) là một huyện hành chính của Thụy Sĩ. Huyện này thuộc bang Thurgau. Huyện Bischofszell có diện tích 93 km², dân số theo thống kê của cục thống kê Thụy Sĩ năm 1999 là 30559 người. Trung tâm của huyện đóng ở Bischofszell. Mã của huyện là 2002.